# Radio Belarus
Radio Belarus (en biélorusse : Радыёстанцыя Беларусь, transcrit « Radyjostancija Biełaruś » en alphabet łacinka) est une station de radio publique biélorusse. Appartenant à la Compagnie de télévision et de radio biélorusse, elle a une vocation internationale. Elle est diffusée en modulation de fréquence dans plusieurs villes du pays (Brest, Hrodna, Miadzel, Svislach, Braslau, Heraniony) et en ondes courtes, à destination des auditeurs de l'étranger.
Radio Belarus commence à émettre en ondes courtes le 11 mai 1962 sous le nom de « Radio Minsk ». Ses programmes sont, à ses débuts, uniquement en biélorusse, à destination des Biélorusses vivant à l'étranger ou dans d'autres républiques soviétiques. En 1985, elle commence à diffuser des émissions en allemand, puis en 1998, des programmes en russe et en anglais font leur apparition. Désireuse de toucher un auditoire le plus large possible, la station commence à diffuser certains programmes en polonais à partir de 2006, puis en français et en espagnol à partir de 2010.
Radio Belarus, service extérieur de la radio biélorusse, est une station de format généraliste. L'information occupe une place prépondérante, que ce soit sous forme de bulletins d'information, de débats ou de revues de presse. L'antenne est également occupée par des émissions consacrées à la vie quotidienne en Biélorussie, mais aussi à la culture, à l'histoire, à la langue, aux traditions et à la musique biélorusses.
Le service en langue anglaise produit des émissions telles que Belarusian Way (histoire, tradition et vie quotidienne en Biélorussie), Youth Format (émission des jeunes Biélorusses) ou Musicbox (variétés biélorusses). Le service en langue française, encore peu développé, produit quant à lui « La Biélorussie de A à Z » (présentation de la Biélorussie), émission diffusée deux fois par semaine, le samedi et le dimanche.

## Fréquences
Le 1er avril 2016, Radio Belarus abandonne les ondes courtes et moyennes depuis ses propres émetteurs:
Elle diffuse sur Internet et en modulation de fréquence (FM) dans plusieurs villes de Biélorussie :
- Brest: 96.4 MHz
- Hrodna: 96.9 MHz
- Svislach: 100.8 MHz
- Heraniony: 99.9 MHz
- Braslau: 106.6 MHz
- Miadzel: 102.0 MHz